# Hiện tượng quan sát thấy UFO ở Thụy Điển
Đây là danh sách những trường hợp được cho là đã nhìn thấy vật thể bay không xác định hoặc UFO ở Thụy Điển.

## 1946
- Tên lửa ma là tên gọi đặt cho các vật thể hình tên lửa hoặc tên lửa bí ẩn được nhìn thấy nhiều lần trong khoảng thời gian từ tháng 5 đến tháng 12 năm 1946, với đỉnh điểm diễn ra vào ngày 9 và 11 tháng 8 năm 1946. Các báo cáo đầu tiên về loại tên lửa ma này được giới quan sát viên Phần Lan hé lộ vào ngày 26 tháng 2 năm 1946.[1] Chúng được người dân địa phương chứng kiến chủ yếu ở Thụy Điển và các quốc gia Scandinavia lân cận, ngoài ra còn có ở các nước châu Âu khác nữa. Khoảng 2.000 trường hợp chứng kiến theo như báo cáo đã được ghi lại hoàn toàn, 200 vụ trong số đó nằm trên radar và một số mảnh vỡ do giới chức trách quân sự trình báo.
- Đài tưởng niệm UFO Ängelholm là một bức tượng dành riêng cho một vụ hạ cánh của UFO ở Kronoskogen, khu rừng rậm nằm tại vùng Ängelholm, Thụy Điển. Một số đài tưởng niệm khác như vậy tồn tại ở châu Âu (các ví dụ khác bao gồm đài tưởng niệm sự kiện Robert Taylor ở Livingston tại Scotland và Đài tưởng niệm UFO Emilcin ở Emilcin, Ba Lan). Được đưa vào hoạt động vào năm 1963, nó nằm trong khu rừng phát quang ở Kronoskogen, nơi đã chứng kiến nhiều "chuyến bay thử nghiệm quy mô lớn" trong khoảng thời gian đó.[2] Đài tưởng niệm UFO Ängelholm nhằm kỷ niệm vụ UFO hạ cánh, được cho là diễn ra vào ngày 18 tháng 5 năm 1946 và được doanh nhân Thụy Điển, người sáng lập và chủ sở hữu của Cernelle AB, Gösta Carlsson tận mắt chứng kiến.[3]

## 2009
- Dị thường xoắn ốc Na Uy năm 2009 là một sự kiện xoắn ốc xảy ra ở Na Uy và Thụy Điển. Hình xoắn ốc bao gồm một chùm ánh sáng màu xanh với hình xoắn ốc màu xám phát ra từ một đầu của nó. Hiện tượng bất thường này đã được nhiều người dân trong nước nhìn thấy ở các khu vực phía bắc.[4]